# Folklor bez hranic Ostrava
Folklor bez hranic Ostrava je mezinárodní folklorní festival pořádaný na území města Ostravy od roku 1998. Festivalu se ve třetím srpnovém týdnu každoročně daří obohacovat kulturní život města.
Účinkující soubory každoročně vystupují v místech, kde se Ostravané běžně pohybují – kde bydlí, pracují, nakupují nebo chodí na procházky. V průběhu pěti dnů od pondělí do pátku tak festival navštíví Moravskou Ostravu a Přívoz, Ostravu-Jih, Mariánské Hory a Hulváky, Porubu a Slezskou Ostravu. Představuje jim lidové tradice různých zemí a také folklorních oblastí České republiky. Veškerý program je volně přístupný široké veřejnosti.

## Význam festivalu
S léty si festival získal status významné kulturní události, pořádané v letních měsících v ulicích Ostravy. Přináší obohacení kulturního života obvodů v letním období, prezentaci lidové kultury různých zemí, světadílů, v neposlední řadě folklorních oblastí naší republiky. Festival dlouhodobě dostává svému jménu a daří se mu bořit hranice mezi žánry, etniky i státy a naopak spojovat.
Význam festivalu podtrhuje jeho zařazení mezi významné kulturní akce města Ostravy a členství v CIOFF.

## Roztančené město
Součástí programu je také řada doprovodných akcí s názvem Roztančené město. Díky nim se festivalu daří představit program i těm, kteří za ním přijít nemohou. Účastníci festivalu vystupují v dopoledních hodinách v rozličných zařízeních města, např. v domovech pro seniory nebo v centrech pro osoby se zdravotním postižením. Středeční večer již tradičně patří koncertu na lázeňské kolonádě sanatoria v Klimkovicích.

## Financování
Festival pravidelně financuje Statutární město Ostrava, ostravské obvody i Moravskoslezský kraj. Pomáhají také soukromí sponzoři.